# London Central (circonscription du Parlement européen)
Avant l’adoption uniforme de la représentation proportionnelle en 1999, le Royaume-Uni utilisait le système uninominal à un tour pour les élections européennes en Angleterre, en Écosse et au pays de Galles. Les conscriptions du Parlement européen utilisées dans ce système étaient plus petites que les circonscriptions régionales les plus récentes et ne comptaient chacune qu'un seul membre au Parlement européen.
La circonscription de London Central était l'une d'entre elles.
Lors de sa création en Angleterre en 1979, il se composait des circonscriptions parlementaires du Parlement de Westminster de Chelsea, City of London and Westminster South, Fulham, Hammersmith North, Hampstead, Holborn and St Pancras South, Kensington, Paddington, St Marylebone et St Pancras North.
Les circonscriptions parlementaires ont été redessinées en 1983 et les circonscriptions européennes ont été modifiées en 1984 pour refléter cela. Le siège révisé comprenait les circonscriptions de Westminster suivantes : Chelsea, City of London and Westminster South, Fulham, Hampstead and Highgate, Holborn and St Pancras, Islington North, Islington South and Finsbury, Kensington et Westminster North. Les mêmes limites ont été utilisées en 1989 et 1994,.

## Membre du Parlement européen
| Élection                    | Élection | Membre         | Parti        |
| --------------------------- | -------- | -------------- | ------------ |
|                             | 1979     | David Nicolson | Conservative |
|                             | 1984     | Stan Newens    | Labour       |
| 1989                        |          | Stan Newens    | Labour       |
| 1994                        |          | Stan Newens    | Labour       |
| 1999 circonscription abolie |          |                |              |

## Résultats des élections
Les candidats élus sont indiqués en gras.
| Parti         | Parti                | Candidat             | Voix    | %    | ±     |
| ------------- | -------------------- | -------------------- | ------- | ---- | ----- |
|               | Travailliste         | Stan Newens          | 75,711  | 47,0 | +4.8  |
|               | Conservateur         | A.J. Elliot          | 50,652  | 31,4 | -4.6  |
|               | Libéral Démocrate    | Sarah Ludford        | 20,176  | 12,5 | +12.5 |
|               | Green                | E. Kortvelyessy      | 7,043   | 4,4  | -10.7 |
|               | UKIP                 | H.F. Le Fanu         | 4,157   | 2,6  | New   |
|               | Socialiste (GB)      | C.M. Slapper         | 1,593   | 1,0  | New   |
|               | Natural Law          | S.J. Hamza           | 1,215   | 0,8  | New   |
|               | Rainbow Dream Ticket | Rainbow George Weiss | 547     | 0,3  | New   |
| Majorité      | Majorité             | Majorité             | 25,059  | 15,6 | +9.4  |
| Participation | Participation        | Participation        | 159,879 | 32,6 | -5.7  |
|               | Travailliste retenir | Travailliste retenir | Swing   |      |       |